# 288
Cette page concerne l'année 288  du calendrier julien. Pour l'année 288 av. J.-C., voir 288 av. J.-C. Pour le nombre 288, voir 288 (nombre).
L'année 288 est une année bissextile qui commence un dimanche.

## Événements
- Automne : campagne de Dioclétien en Rhétie[1].
- Hiver : Maximien fait construire sur le Rhin une flotte destinée à combattre Carausius[2].

- Entrevue de Mayence entre Dioclétien et Maximien qui décident de se mobiliser contre Carausius[3].
- Tiridate III d'Arménie occupe la partie sous domination sassanide de l'Arménie avec une assistance militaire romaine et la noblesse arménienne révoltée contre les occupants. Le satrape perse Mamgo et sa cavalerie de mercenaires chinois, manquant de soutien des Perses, prend son parti et l’assiste dans le maintien de la conquête. En 293 Tiridate III envahit l'Assyrie[4].
- Conversion au christianisme de Tiridate III d'Arménie selon l’historien Nicolas Adontz (date traditionnelle : 301)[5].